# Neustart (Verein)
Neustart ist ein in Österreich seit 1957 aktiver Verein für Bewährungshilfe, Konfliktregelung und soziale Arbeit.

## Verein, Mitarbeiter und Betreuungsbereiche
Die Organisation besteht seit ihrer Gründung im Jahr 1957 als Verein. Sie firmierte zunächst als Verein für Bewährungshilfe und Soziale Jugendarbeit und später als Verein für Bewährungshilfe und Soziale Arbeit. Im Jahr 2001 wurde der Vereinsname auf Neustart – Bewährungshilfe, Konfliktregelung, Soziale Arbeit geändert. Der Verein Neustart erbringt seine Leistungen im Auftrag des Bundesministeriums für Justiz. Er hat Beratungs- und Betreuungseinrichtungen in allen österreichischen Bundesländern. Die Leistungen des Vereins umfassen Bewährungshilfe im engeren Sinne, aber auch Maßnahmen wie Schulsozialarbeit, elektronisch überwachter Hausarrest, Haftentlassenenhilfe, Tatausgleich und Opferhilfe.
711 hauptamtliche Vereinsmitarbeiter sind bei Neustart tätig; 912 Personen arbeiten ehrenamtlich im Bereich Bewährungshilfe (Stand 2022). Mehr als 45.100 Klienten wurden im Jahr 2022 in den Bereichen Bewährungshilfe, Gewaltpräventionsberatung, elektronisch überwachter Hausarrest, gemeinnützige Leistungen, Haftentlassenenhilfe und Tatausgleich betreut. Davon entfielen 15.618 Personen auf den Bereich Bewährungshilfe. Rund ein Drittel der Klienten wird von Ehrenamtlichen betreut (Stand 2020). Damit ist Neustart eine der größten Non-Profit-Organisationen der Sozialwirtschaft Österreichs. Der Verein Neustart hat hohe fachliche Standards etabliert, die einheitlich in allen Einrichtungen im gesamten österreichischen Bundesgebiet Anwendung finden. Der Verein Neustart wird über das Bundesministerium für Justiz finanziert. Im Jahr 2019 erhielt Neustart 40 Millionen Euro.

## Arbeitsweise im Bereich Bewährungshilfe
In Österreich gibt es keine eigene staatliche Bewährungshilfe. Geregelt ist die Bewährungshilfe in Österreich im Bewährungshilfegesetz (BewHG). Gerichte ordnen Bewährungshilfe an, entweder im Rahmen eines Urteils mit einer bedingt nachgesehenen Strafe oder im Rahmen einer vorzeitigen Haftentlassung. Sie kann auch „vorläufig“ als Ersatz für eine Untersuchungshaft von der Staatsanwaltschaft angeboten werden. Die Justiz informiert den Verein umgehend darüber, und dieser setzt sich dann innerhalb von 3 bis 14 Tagen mit den Betroffenen in Verbindung. Nach einem ausführlichen Erstgespräch mit Datenaufnahme werden ihnen passende Betreuer zugeteilt. Bei Haftentlassungen wird schon vorzeitig Kontakt hergestellt, um das Leben außerhalb des Gefängnisses vorzubereiten. Bei angeordneter Bewährungshilfe meldet der Verein Verstöße gegen die Auflagen dem zuständigen Gericht. Sonst erfolgen Berichte nach sechs Monaten und zum Ende der Betreuung. Über die Inhalte der Gespräche besteht seitens der Betreuer Verschwiegenheitspflicht.
Bewährungshilfe kann anstatt einer Haftstrafe oder bei einer bedingten Entlassung aus einer Haft angeordnet werden. Mitarbeiter von Neustart helfen im Falle von haftentlassenen Delinquenten bei der Wiedereingliederung in die Gesellschaft, zum Beispiel bei der Wohnungs- und Arbeitssuche sowie beim Kontakt mit Behörden. Es ist die Aufgabe der Bewährungshilfe, sich mit Rat und Tat darum zu bemühen, Verurteilten zu einer Lebensführung und Einstellung zu verhelfen, die sie in Zukunft von der Begehung mit Strafe bedrohter Handlungen abhalten können.
Bewährungshilfe wird auch von Ehrenamtlichen durchgeführt. Von jeher ist ehrenamtliche Betreuung in Österreich ein integraler Bestandteil der professionellen Straffälligenhilfe. Ehrenamtliche werden in ihrer Betreuungstätigkeit durch Hauptamtliche angeleitet und unterstützt, wobei monatliche Teambesprechungen eine wesentliche Rolle spielen. Per Gesetz sind die Ehrenamtlichen den Hauptamtlichen in ihren Rechten und Pflichten bei der Durchführung ihrer Tätigkeit gleichgestellt.

## Spezifische Bereiche
Seit 2019 findet das zuvor von Neustart im Modellversuch erprobte Interventionsprogramm „Dialog statt Hass“, das eine Strategie für den Umgang mit Verhetzung im Internet bietet, österreichweit Anwendung. Dabei lernen verurteilte Hass-Poster, wie sie im Internet ihre Meinung äußern können, ohne andere dabei abzuwerten oder sich strafbar zu machen. Auch die im September 2021 eingeführte verpflichtende Beratung bei Wegweisungen und Betretungsverboten wird vom Verein durchgeführt.

## Geschichte
- 1957: Gründung der Arbeitsgemeinschaft Bewährungshilfe unter Dr. Sepp Schindler.
- 1961: Aufnahme des Bewährungshelfers ins Jugendgerichtsgesetz.
- 1964: Durchführung der Bewährungshilfe in ganz Österreich durch den Verein für Bewährungshilfe und Soziale Jugendarbeit (später: Verein für Bewährungshilfe und Soziale Arbeit) und den Verein Rettet das Kind in der Steiermark.
- 1969: Das Bewährungshilfegesetz tritt in Kraft.
- 1975: Große österreichische Strafrechtsreform, das Strafgesetzbuch (StGB) 1974 tritt in Kraft. Bewährungshilfe für Erwachsene wird stufenweise bis 1983 ermöglicht.
- 1980: Novelle des Bewährungshilfegesetzes 1969. Dieses Gesetz schreibt den bis dahin provisorischen Zustand der Übertragung der Bewährungshilfe an private Vereinigungen fest.
- 1984: Erwin Ringel wird Obmann des Vereins für Bewährungshilfe und Soziale Arbeit.
- 2000: Diversionsgesetz, Beginn des Prozesses „Organisation Neu“.
- 1999–2001: Verbrechensopferhilfe „danach“ nimmt ihre Arbeit auf.
- 2001: Beginn der Online-Beratung via www.neustart.at.
- 2002: Ab 1. Jänner 2002 Namensänderung des Vereins für Bewährungshilfe und Soziale Arbeit auf Neustart.
- 2006: Projekt „elektronische Aufsicht“ für bedingt Entlassene.
- 2010: Ab September Auftrag zur Durchführung des elektronisch überwachten Hausarrests (eüH).
- 2014: Das Neustart Kuratorium wird gegründet.
- 2016: Abschluss des Pilotprojekts „Sozialnetzkonferenz im Maßnahmenvollzug“, das von April 2015 bis Juli 2016 im Auftrag des Bundesministeriums für Justiz von Neustart erprobt wurde.

## Namensgleiche Vereine
- In Baden-Württemberg war ein gleichnamiger Verein von 2007 bis 2016 Alleingesellschafter die Neustart gemeinnützige GmbH. Zum 31. Dezember 2016 wurde von der Landesregierung Baden-Württemberg der Vertrag mit Neustart gekündigt und die Bewährungs- und Gerichtshilfe in eine Körperschaft des Öffentlichen Rechts überführt (BGBW).[21]
- In Basel besteht seit 1975 ein gleichnamiger Verein, der sich für die gesellschaftliche Integration straffälliger Menschen in der Region Basel einsetzt.[22]

## Zeitschrift des Vereins
- 1979–2003: SUB – Sozialarbeit und Bewährungshilfe (vierteljährlich erschienene Zeitschrift des Vereins für Bewährungshilfe und Soziale Arbeit)
- seit 2001: Report. Neustart – Österreich (jährlich erscheinende Zeitschrift des Vereins Neustart)